# Próchnówko
Próchnówko – wieś w Polsce położona w województwie zachodniopomorskim, w powiecie wałeckim, w gminie Tuczno.
W latach 1975–1998 miejscowość administracyjnie należała do województwa pilskiego.
Około 2 kilometry na wschód od wsi – nad jeziorem Bytyń Wielki znajduje się stanica harcerska, do której w ostatnich latach doprowadzono nową utwardzoną drogę ze wsi Próchnowo.